# Lennox and Addington County
Lennox and Addington County ist ein County im Südosten der kanadischen Provinz Ontario. Der County Seat ist Greater Napanee. Die Einwohnerzahl beträgt 42.888 (Stand: 2016), die Fläche 2839,68 km², was einer Bevölkerungsdichte von 15,1 Einwohnern je km² entspricht. Das County liegt am Nordufer des Ontariosees und entstand 1850 durch die Fusion der Countys Lennox und Addington, die nach Charles Lennox, 3. Duke of Richmond bzw. Henry Addington, 1. Viscount Sidmouth, benannt waren.
Im Bezirk liegen mehrere der Provincial Parks in Ontario. Im Nordosten unter anderem der bezirksübergreifende Bon Echo Provincial Park, der mit den Mazinaw Pictographs eine der National Historic Site of Canada beherbergt. 
|                      | Renfrew County                              |                  |
| Hastings County      | Kompassrose, die auf Nachbargemeinden zeigt | Frontenac County |
| Prince Edward County | Ontariosee                                  |                  |

## Administrative Gliederung

### Städte und Gemeinden
| Ort                 | Status   | Bevölkerung (2016) |
| ------------------- | -------- | ------------------ |
| Addington Highlands | Township | 2.323              |
| Greater Napanee     | Town     | 15.892             |
| Loyalist Township   | Township | 16.971             |
| Stone Mills         | Township | 7.702              |

### Gemeindefreie Gebiete
Im Bezirk finden sich keine gemeindefreien Gebiete.

### Indianerreservationen
Im Bezirk finden sich keine Indianerreservationen.